# Nationalratswahl in Österreich 1956
- KPÖ: 3
- SPÖ: 74
- FPÖ: 6
- ÖVP: 82

- Regierung: 156
- Opposition: 9

Die Nationalratswahl am 13. Mai 1956 war die achte in der Geschichte Österreichs. Die ÖVP unter Bundeskanzler Julius Raab wurde stimmenstärkste Partei und überholte die SPÖ von Adolf Schärf, die trotz leichter Stimmgewinne nur auf den zweiten Platz kam. Den dritten Platz belegte die aus dem VdU hervorgegangene FPÖ mit dem ehemaligen SS-Brigadeführer Anton Reinthaller als Spitzenkandidat. Die KPÖ, die diesmal mit den Linkssozialisten unter der Listenbezeichnung Kommunisten und Linkssozialisten antrat, verlor Stimmen und erreichte nur mehr knapp ein Grundmandat.
Wahlberechtigt waren 4 614 464 Menschen. Die Wahlbeteiligung betrug 94,31 Prozent (1953: 94,15 Prozent).

## Hintergrund

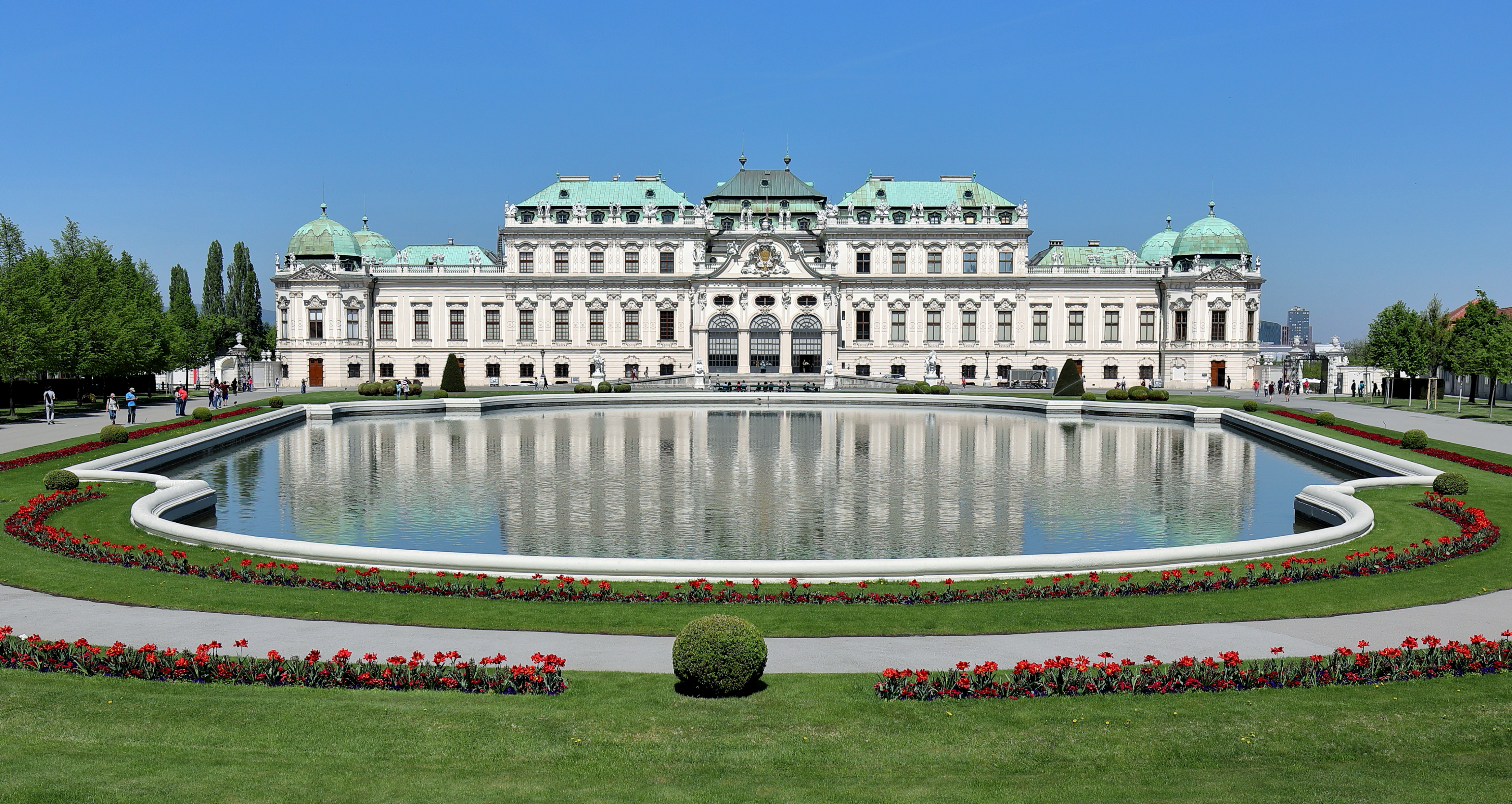
Das Obere Belvedere, in dem 1955 der Staatsvertrag unterzeichnet wurde

Die Nationalratswahl 1956 war die erste nach Abschluss des Österreichischen Staatsvertrags zwischen der Bundesregierung und den Siegermächten des Zweiten Weltkriegs (USA, UdSSR, Frankreich und Großbritannien) am 15. Mai 1955. Durch den Beschluss des Neutralitätsgesetzes wurde die internationale Rolle Österreichs neu definiert.
Gleichzeitig markierte der Abschluss des Staatsvertrags einen Bruch, was die Aufarbeitung der Nationalsozialistischen Vergangenheit betrifft. So gelang es Außenminister Leopold Figl, die Kriegsschuld Österreichs aus dem Vertragswerk streichen zu lassen. Mit dem Ende des Abzugs der Alliierten wurde auch das Ende der Entnazifizierung eingeläutet. Die zur juristischen Verfolgung nationalsozialistischer Verbrecher geschaffenen Volksgerichte wurden 1955 mit dem Staatsvertrag abgeschafft. In der Folge verabschiedeten Regierung und Bundespräsident Theodor Körner zahlreiche Amnestien für inhaftierte Nationalsozialisten.
Auch die österreichische Parteienlandschaft veränderte sich im Vorfeld der Nationalratswahl. Nachdem es innerhalb des VdU zu starken Zerwürfnissen gekommen war, wurde die Partei 1955 aufgelöst. Sämtliche Nationalratsabgeordnete der VdU traten in die neu gegründete FPÖ ein, die sich 1956 erstmals den Wählern stellte. Erster Parteiobmann wurde der ehemalige SS-Brigadeführer Anton Reinthaller, der bis 1953 wegen nationalsozialistischer Betätigung als Schwerstbelasteter inhaftiert war.

## Endergebnis

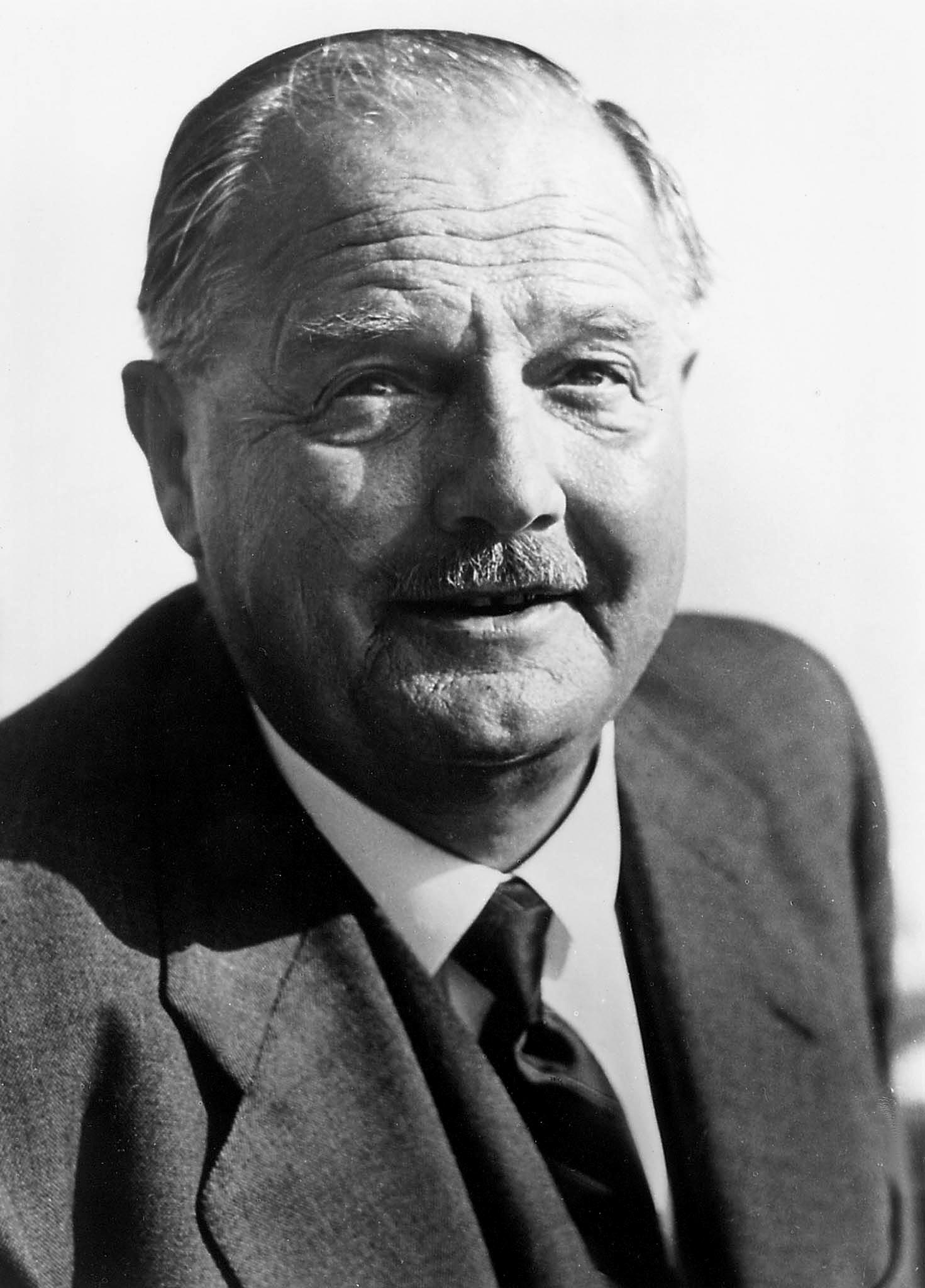
Julius Raab (ÖVP)

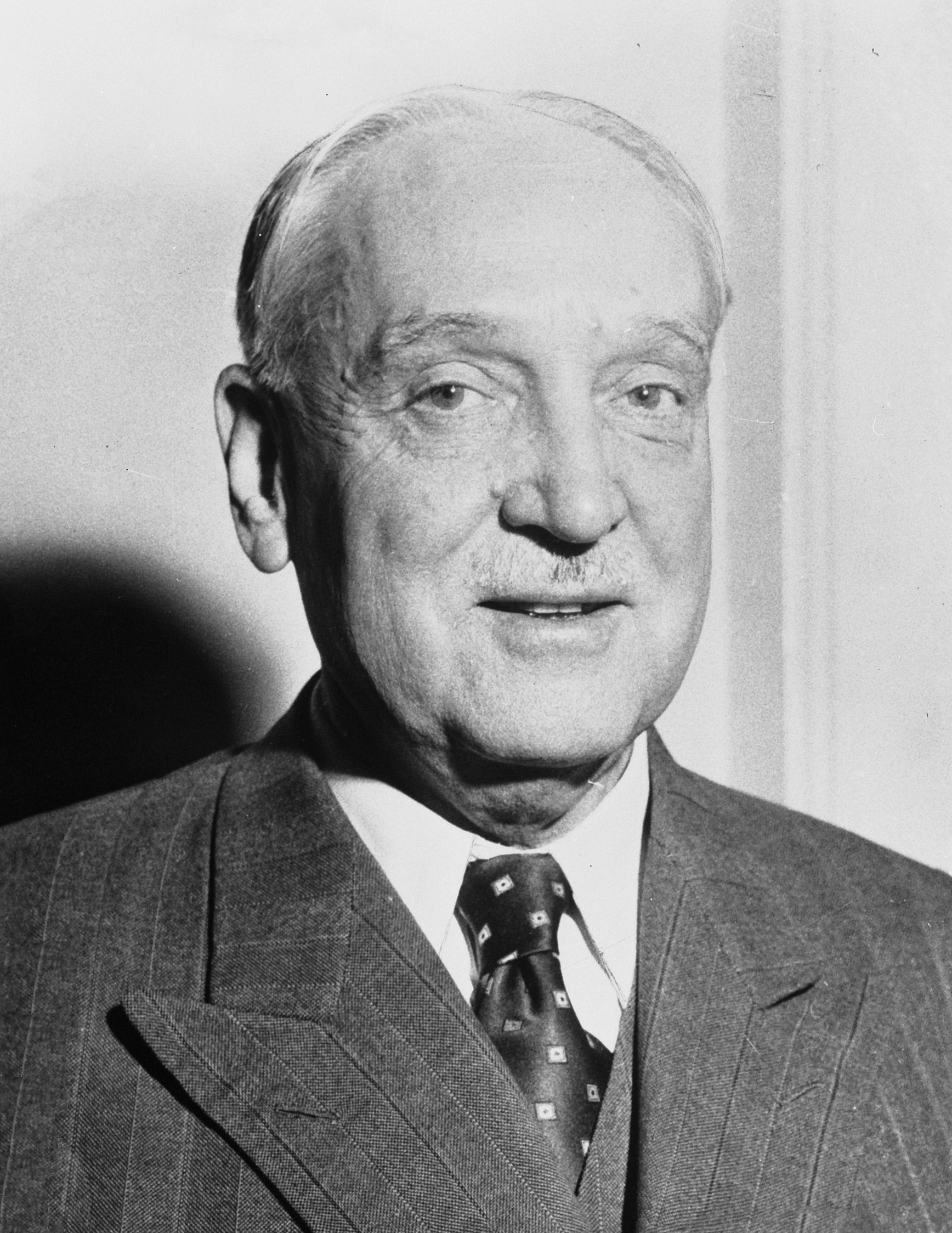
Adolf Schärf (SPÖ)

| Wahlwerber                                                                                         | Stimmen   | Anteil | Anteil  | Mandate | Mandate |
| Wahlwerber                                                                                         | Stimmen   | 1956   | ±%-Pkte | 1956    | ±       |
| -------------------------------------------------------------------------------------------------- | --------- | ------ | ------- | ------- | ------- |
| Österreichische Volkspartei (ÖVP)                                                                  | 1.999.986 | 46,0 % | +4,7    | 82      | +8      |
| Sozialistische Partei Österreichs (SPÖ)                                                            | 1.873.295 | 43,0 % | +0,9    | 74      | +1      |
| Freiheitliche Partei Österreichs (FPÖ)                                                             | 283.749   | 6,5 %  | −4,4    | 6       | −8      |
| Kommunisten und Linkssozialisten (KuL)                                                             | 192.438   | 4,42 % | −0,86   | 3       | −1      |
| Freie Arbeiterbewegung Österreichs                                                                 | 1.812     | 0,04 % | n.k.    | 0       | –       |
| Partei der Vernunft                                                                                | 284       | 0,0 %  | n.k.    | 0       | –       |
| Ergokratische Partei                                                                               | 231       | 0,0 %  | n.k.    | 0       | –       |
| Österreichische Patriotische Union                                                                 | 83        | 0,0 %  | ±0,0    | 0       | ±0      |
| Österreichische Mittelstandspartei                                                                 | 23        | 0,0 %  | n.k.    | 0       | –       |
| Parlamentarische Vertretung der Wahlverhinderten, Nichtwähler und ungültigen Stimmen in Österreich | 7         | 0,0 %  | n.k.    | 0       | –       |

n.k. = nicht kandidiert

## Ergebnisse in den Bundesländern
Hier werden die Ergebnisse in den Bundesländern aufgelistet.
| Partei | B    | K    | N      | O    | S    | St   | T    | V    | W      |
| ------ | ---- | ---- | ------ | ---- | ---- | ---- | ---- | ---- | ------ |
| ÖVP    | 49,2 | 33,7 | 51,8   | 50,4 | 47,2 | 45,6 | 62,9 | 60,8 | 35,9   |
| SPÖ    | 46,0 | 48,1 | 41,2   | 40,3 | 36,1 | 44,0 | 29,6 | 26,8 | 49,7   |
| FPÖ    | 03,0 | 15,1 | 02,9   | 07,1 | 14,4 | 06,9 | 06,0 | 10,3 | 05,6   |
| KPÖ    | 01,9 | 03,1 | 004,03 | 02,2 | 00,2 | 03,5 | 01,5 | 02,1 | 08,5   |
| FAÖ    |      |      |        |      |      |      |      |      | 00,2   |
| PdV    |      |      | 00,0   |      |      |      |      |      |        |
| EP     |      |      |        |      |      |      |      |      | 000,02 |
| ÖPU    |      |      |        |      |      |      |      |      | 000,01 |
| ÖMP    |      |      |        |      |      |      |      |      | 000,00 |
| PVW    |      | 00,0 |        |      | 00,0 |      | 00,0 |      |        |

## Folgen
Die Große Koalition aus ÖVP und SPÖ wurde fortgesetzt. Die ÖVP stellte mit Julius Raab weiterhin den Bundeskanzler, Adolf Schärf blieb bis 1957 Vizekanzler, nachdem er zum Bundespräsidenten gewählt wurde. Danach wurde Bruno Pittermann Vizekanzler. Die Bundesregierung Raab II nahm am 29. Juni 1956 ihre Arbeit auf.